# Vioolconcert nr. 1 (Szymanowski)
Het Vioolconcert nr. 1, opus 35, M37 is een compositie van de Poolse componist Karol Szymanowski uit 1916.

## Geschiedenis
Szymanowski schreef dit werk in een landhuis van zijn familie in Oekraïne. Door een in zijn jeugd opgelopen blessure aan zijn been werd Szymanowski van zijn militaire dienst gevrijwaard. Hierdoor kon hij het grootste deel van de Eerste Wereldoorlog besteden aan muziek. Szymanowski sprak in Oekraïne meermalen de violist Pawel Kochański en verdiepte zich in de hedendaagse Poolse literatuur, waaronder het werk van de schrijver Tadeusz Micinski. In diens surrealistische gedicht 'Meinacht' vond Szymanowski de beschrijving van een landschap die hem de inspiratie gaf voor zijn eerste vioolconcert. Het thema 'nacht' verwerkte hij in het concert samen met het verhaal van Scheherazade.
Het concert zou in Sint-Petersburg in première gaan onder leiding van Aleksander Siloti. Door de tumultueuze gebeurtenissen van de aanloop naar de Russische Revolutie werd de première afgeblazen. Op 1 november 1922 te Warschau werd het concert voor het eerst uitgevoerd met Józef Oziminski als solist.

## Samenvatting
In dit eendelige vioolconcert vertoont Szymanowski duidelijk zijn eigen stijl. Het eendelige vioolconcert drukt de luisteraar meteen in een 'psychedelische', mystieke omgeving waar al snel de viool binnenkomt. Op het hoofdthema wordt herhaaldelijk gevarieerd. Vóór de cadens is het concert grofweg in vieren te delen. Elk deel doet er qua kracht een schepje bovenop en werkt toe naar de cadens. Daarna komt het thema in haar vijfde vorm nóg krachtiger terug en komt de muziek tot bedaren in een serene coda.